# تاكو ياماساكي
تاكو ياماساكي هو سياسي ياباني، ولد في 11 ديسمبر 1936 في داليان في الصين. نشط حزبياً في الحزب الليبرالي الديمقراطي الياباني. وقد انتخب Minister of Construction ‏ (3 يونيو 1989 – 10 أغسطس 1989) وانتخب عضو مجلس النواب الياباني ‏.